# Chata Ondřejník
Chata Ondřejník se nachází v severovýchodní části protáhlého masivu Ondřejník v obci Frýdlant nad Ostravicí v okrese Frýdek-Místek Moravskoslezského kraje Česka.

## Historie
Turistická chata se jako první na Ondřejníku začala stavět v roce 1906 přispěním Klubu českých turistů. Základní kámen byl položen 24. června 1906 a otevřena k používání byla 30. května 1907. Rozšíření se dočkala v roce 1930. Od roku 1933 do roku 2002 v jejím sousedství stála chata Solárka, která po požáru již nebyla obnovena. Ve druhé polovině 20. století rekreačním střediskem bohumínských železáren a drátoven. Od roku 2013 je chata z důvodu špatného stavu uzavřena a turistům je k dispozici jen venkovní bufet. Na jeho místě byla v roce 2014 zahájena stavba roubenky Ondřejníček a ta byla otevřena 30. května 2015.

## Přístup
Chata je přístupná po celý rok:
- autem po asfaltové silnici ze Pstruží
- po  modré turistické značce z Frýdlantu nad Ostravicí nebo z Kunčic pod Ondřejníkem.
- po  zelené turistické značce z Lhotky.
- po  žluté a  zelené turistické značce z Metylovic.
- po  zelené a  modré turistické značce z Kozlovic.
- po  místní okružní modré turistické značce zvané Jezevčí stezka z Čeladné.